# Поздняков, Вячеслав Григорьевич
Вячеслав Григорьевич Поздняков (род. 21 июля 1941, Радищево, Волчковский район, Тамбовская область, СССР) — советский и российский агроном, библиотечный деятель, директор Центральной научной сельскохозяйственной библиотеки, Заслуженный работник культуры РФ (1998), кандидат экономических наук (1977).

## Биография
Родился 21 июля 1941 года в Радищеве. В 1962 году поступил в МСХА имени К. А. Тимирязева, который он окончил в 1967 году. С 1977 года кандидат экономических наук.
В 1978–1988 годах помощник заместителя министра сельского хозяйства СССР. В марте 1982 года назначен на должность заместителя директора по научной работе Центральной научной сельскохозяйственной библиотеки ЦНСХБ, данную должность он занимал вплоть до августа 1988 года. С сентября 1988 года по 2012 год — на должности директора ЦНСХБ. являлся вице-президентом отделения библиотековедения Международной академии информатизации (1993–2014 годы), с 2014 году стал почётным вице-президентом.
Владеет несколькими иностранными языками.

## Научные работы
Основные научные работы посвящены вопросам мирового зернового хозяйства, а также библиотечно-информационного обслуживания АПК.
Автор свыше 190 научных работ, написанные как на русском, так и на иностранных языках.

## Награды и звания
- Заслуженный работник культуры Российской Федерации (1998).
- Благодарность Министра культуры и массовых коммуникаций Российской Федерации (24 января 2006 года) — за подготовку и организацию выставки «240 лет Вольному экономическому обществу России»[1].